# Retroalimentació completa d'estat
La retroalimentació completa d'estat  (FSF), o col·locació de pols, és un mètode emprat en la teoria del sistema de control de retroalimentació per col·locar els pols de bucle tancat d'una planta en llocs predeterminats del pla s. La col·locació de pols és desitjable perquè la ubicació dels pols correspon directament als valors propis del sistema, que controlen les característiques de la resposta del sistema. El sistema s'ha de considerar controlable per implementar aquest mètode.

## Principi

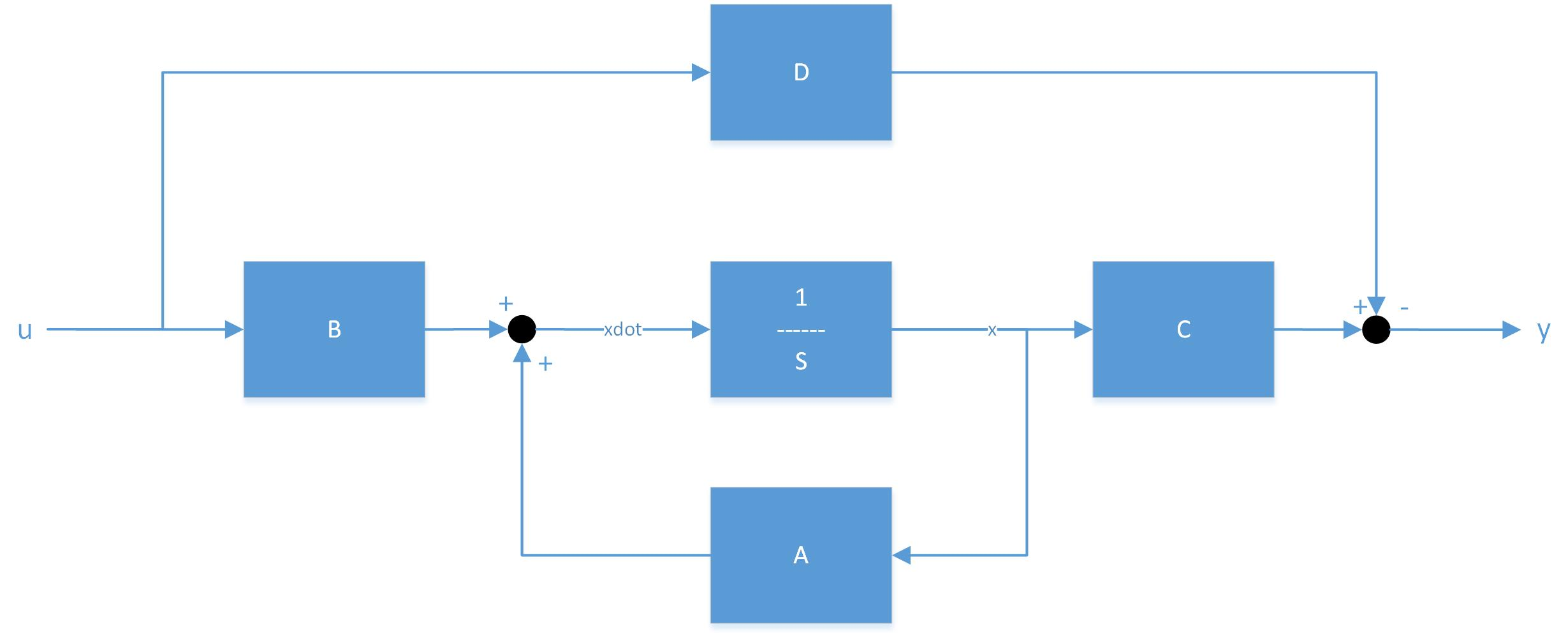
Sistema en bucle obert

Si la dinàmica de bucle tancat es pot representar per l'equació de l'espai d'estats (vegeu Espai d'estats (controls))
{\displaystyle {\dot {\underline {x}}}=\mathbf {A} {\underline {x}}+\mathbf {B} {\underline {u}},}
amb l'equació de sortida
{\displaystyle {\underline {y}}=\mathbf {C} {\underline {x}}+\mathbf {D} {\underline {u}},}
aleshores els pols de la funció de transferència del sistema són les arrels de l'equació característica donada per
{\displaystyle \left|s{\textbf {I}}-{\textbf {A}}\right|=0.}
La retroalimentació d'estat complet s'utilitza comandant el vector d'entrada {\displaystyle {\underline {u}}}. Considereu una entrada proporcional (en sentit matricial) al vector d'estat,
{\displaystyle {\underline {u}}=-\mathbf {K} {\underline {x}}}

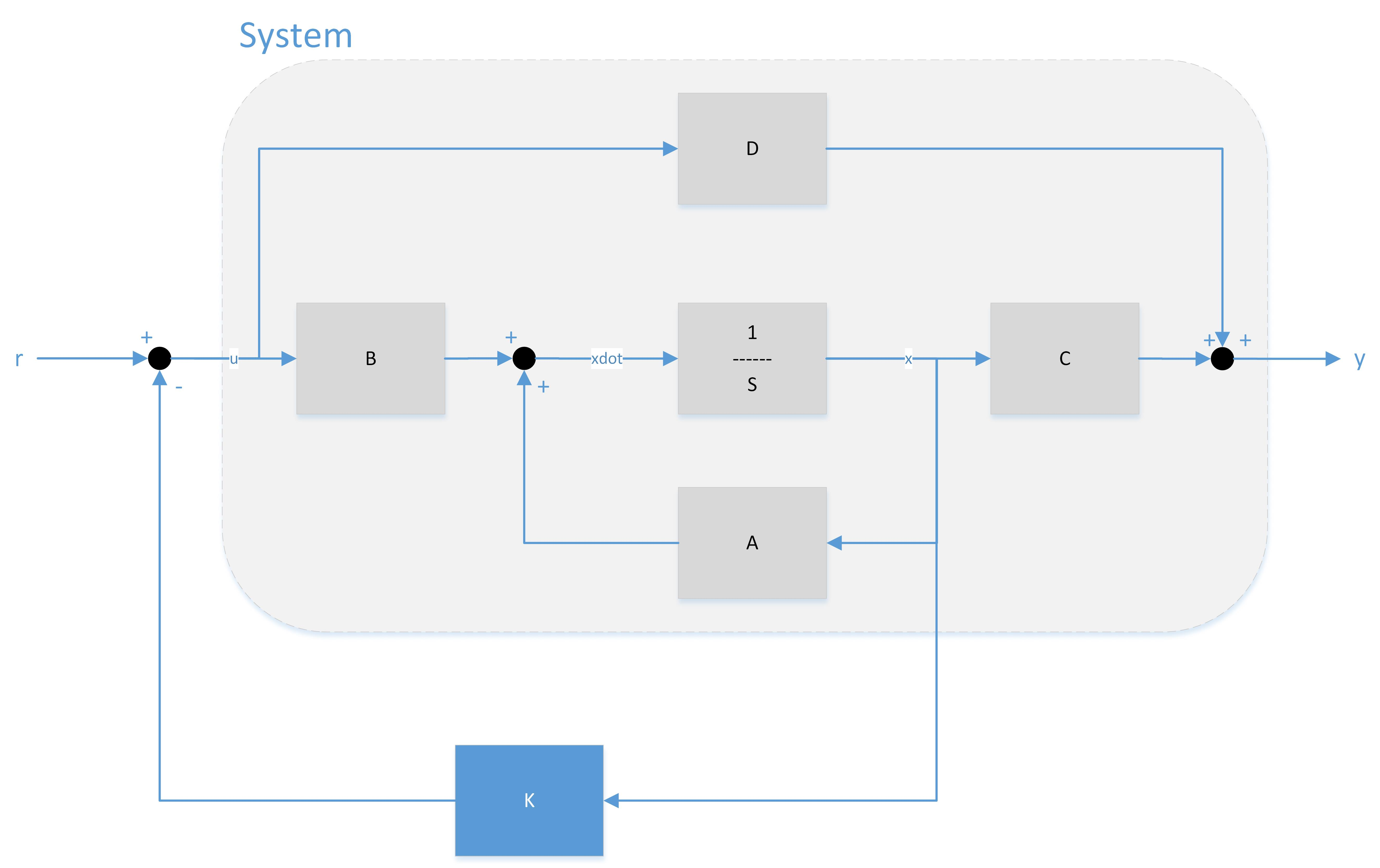
Sistema amb retroalimentació d'estat (bucle tancat)

Substituint a les equacions de l'espai d'estats anteriors, tenim
{\displaystyle {\dot {\underline {x}}}=(\mathbf {A} -\mathbf {B} \mathbf {K} ){\underline {x}}}
{\displaystyle {\underline {y}}=(\mathbf {C} -\mathbf {D} \mathbf {K} ){\underline {x}}.}
Els pols del sistema FSF estan donats per l'equació característica de la matriu {\displaystyle \mathbf {A} -\mathbf {B} \mathbf {K} }, {\displaystyle \det \left[s{\textbf {I}}-\left({\textbf {A}}-{\textbf {B}}{\textbf {K}}\right)\right]=0}. En comparar els termes d'aquesta equació amb els de l'equació característica desitjada, s'obtenen els valors de la matriu de retroalimentació {\displaystyle {\textbf {K}}} que obliguen els valors propis de bucle tancat a les ubicacions dels pols especificades per l'equació característica desitjada.

## Exemple de FSF
Considereu un sistema donat per les següents equacions d'espai d'estats:
{\displaystyle {\dot {\underline {x}}}={\begin{bmatrix}0&1\\-2&-3\end{bmatrix}}{\underline {x}}+{\begin{bmatrix}0\\1\end{bmatrix}}{\underline {u}}.}
El sistema incontrolat té pals de bucle obert a {\displaystyle s=-1} i {\displaystyle s=-2}. Aquests pols són els valors propis del {\displaystyle \mathbf {A} } matriu i són les arrels de {\displaystyle \left|s\mathbf {I} -\mathbf {A} \right|}. Suposem que, per a consideracions de la resposta, volem que es localitzin els valors propis del sistema controlat {\displaystyle s=-1} i {\displaystyle s=-5}, que no són els pols que tenim actualment. L'equació característica desitjada és llavors {\displaystyle s^{2}+6s+5=0}, des de {\displaystyle (s+1)(s+5)}.
Seguint el procediment indicat anteriorment, l'equació característica del sistema controlat FSF és
{\displaystyle \left|s\mathbf {I} -\left(\mathbf {A} -\mathbf {B} \mathbf {K} \right)\right|=\det {\begin{bmatrix}s&-1\\2+k_{1}&s+3+k_{2}\end{bmatrix}}=s^{2}+(3+k_{2})s+(2+k_{1}),}
on
{\displaystyle \mathbf {K} ={\begin{bmatrix}k_{1}&k_{2}\end{bmatrix}}.}
En establir aquesta equació característica igual a l'equació característica desitjada, trobem
{\displaystyle \mathbf {K} ={\begin{bmatrix}3&3\end{bmatrix}}}.
Per tant, fixació {\displaystyle {\underline {u}}=-\mathbf {K} {\underline {x}}} força els pols de llaç tancat a les ubicacions desitjades, afectant la resposta segons es desitgi.
Això només funciona per a sistemes d'entrada única. Els sistemes d'entrada múltiples tindran a {\displaystyle {\textbf {K}}} matriu que no és única. Escollint, per tant, el millor {\displaystyle {\textbf {K}}} valors no és trivial. Es pot utilitzar un regulador lineal quadràtic per a aquestes aplicacions.